# Boris en Binti
Boris en Binti is een Belgisch peuterprogramma, in 2014 gecreëerd door Ellen Pollard en in productie gebracht door Studio Epwerk. Het programma wordt geregeld hernomen op Ketnet. Eén aflevering duurt ongeveer 5 minuten. 
Sedert 2014 zijn 45 afleveringen van Boris en Binti verschenen, in het Nederlands, Arabisch, Engels, Japans, Russisch en Spaans. 

## Boris en Binti
Boris is van Oost-Europese origine en woont in een sociale woonwijk. Hij heeft een mama, papa en een kleine zus. Boris is erg bekommerd om zijn zus en zorgt voor haar. Hij heeft interesse voor auto's, maar speelt ook graag met zijn beer. Hij helpt mama waar hij kan. Boris is moedig, maar soms ook een beetje angstig.
Binti is van Afrikaanse afkomst en woont met haar mama in een appartementsgebouw. Binti houdt heel veel van haar mama en kijkt naar haar op. Binti is grappig en heeft niet veel nodig om toch leuk te spelen: knikkers, een popje, een schaduw op de muur, een vlekje in een boek.
Boris en Binti leven respectievelijk in een sociale woonwijk en een appartementsgebouw.   Ze leven in de stad, in een multiculturele omgeving met even veel plaats voor boterhammen met choco als voor gebakken banaan.   Met een mama-papa-zus gezin, maar ook een mama-zonder-papa gezin.  De verhaaltjes zijn armoedebestendig (geen uitstapjes naar zee, geen dure verjaardagsfeestjes) en ze spelen zich af in een 'ongedefinieerde' stedelijke omgeving. 
Elk verhaaltje heeft een wonderlijke twist waarvan Boris en Binti zelf de baas zijn.   Boris haalt voor een duif een boterham uit de kast.   Binti geeft haar mama een grappig eitje.   Boris en Binti bouwen zelf hun grappige, spannende of gewoon dromerige avonturen op.   Al deze verhalen spelen zich af in een herkenbare wereld, en de acties van Boris en Binti kunnen deels door de kleuter gekopieerd worden.  De kleuter kan zich makkelijk identificeren met onze twee kleine helden.

## Concept
De tekenfilmpjes zijn bestemd voor jonge kleuters, in een taal die de kleuters makkelijk  kunnen begrijpen (enkelvoudige zinnen,  presens, veel herhaling).   De luisterfocus wordt extra versterkt door achtergrondgeluiden en zachte pianomuziek.  
Er is bewust niet gekozen voor flitsende beelden maar voor traagheid en eenvoud.   De kleuter krijgt de tijd om het beeld in zich op te nemen en zelf dingen te ontdekken:  een klok die tikt, een potje dat wipt.  
Voor een jonge kleuter is de wereld nog spannend en nieuw.   Hij ziet  zijn eigen spiegelbeeld in een vuilnisbak.   Hij ontdekt een puntvliegtuig in de lucht.   Hij hoort voor het eerst een trompet.    De wereld is wonderlijk als een sprookje - nee ze is wonderlijker dan een sprookje, want het is zijn eigen wereld.  De wereld waarin hij zelf stapjes zet.   Dit  is ook de wereld van Boris en Binti.   Het is niet de wereld van draken of kabouters.   Het is zijn eigenste kleurrijke kleuterwereld.  